# 415 a.C.

## Eventos

### Ocidente
- Públio Cornélio Cosso, Numério Fábio Vibulano, Caio Valério Potito Voluso e Quinto Quíncio Cincinato, tribunos consulares em Roma.

- Fim da Paz de Nicias.
- Começo da expedição militar de Atenas para Sicília.
- Alcibíades, político Ateniense, é condenado à morte e foge para Esparta.